# Lytechinus variegatus
Lytechinus variegatus är en sjöborreart som först beskrevs av Jean-Baptiste Lamarck 1816.  Lytechinus variegatus ingår i släktet Lytechinus och familjen Toxopneustidae.

## Underarter
Arten delas in i följande underarter:
- L. v. variegatus
- L. v. carolinus

## Bildgalleri

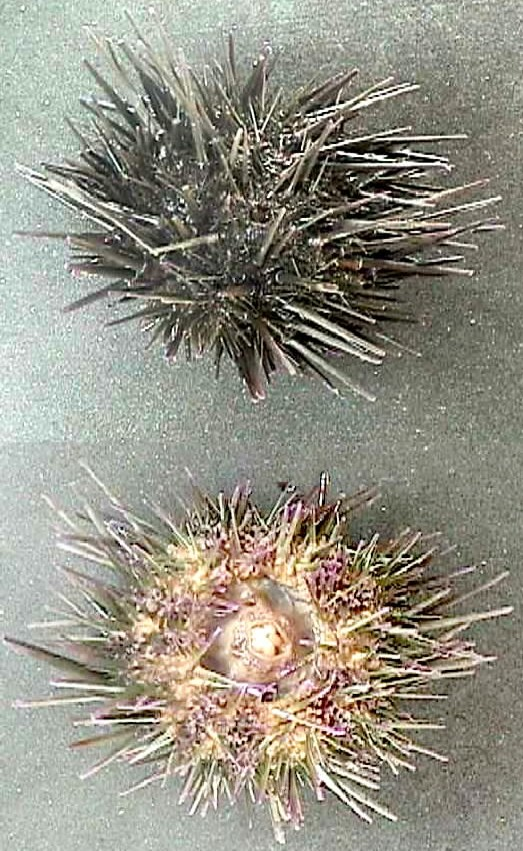